# Geo TV
Geo TV oder GEO Television ist ein pakistanischer Fernsehsender, der im Mai 2002 gegründet wurde und offiziell die Übertragung im Oktober 2002 begann.
Der Hauptsitz des Senders liegt in Dubai, Vereinigte Arabische Emirate. Mir Khalil ur Rehman war der Gründer des Senders.
Der Name hat seinen Ursprung einerseits in der Verwendung eines geosynchronen Satelliten,  um das Programm zu übertragen. Jedoch bedeutet das Wort „Geo“ in Urdu, der offiziellen Sprache von Pakistan, auch „live“ sowie „Lebt!“ und „Lebt hoch!“ (Urdu جیو, jīo).

## Geo-TV-Netzwerk
Die Popularität von Geo ist unter den Nachrichtenzuschauern in Pakistan und darüber hinaus schnell gestiegen. Deshalb wurde 2003 die Anzahl der Kanäle von eins auf vier erhöht:
- Geo Entertainment
- Geo News
- Geo Super (Sportkanal, jedoch seit 2018 keine Liveübertragungen mehr)
- Geo Tez (Nachrichtenkanal, von Urdu تیز, tez, „schnell, scharf, hot“)
- AAG TV (Jugendkanal, von Urdu آگ, āg, „Feuer“)

Geo English und Geo Kids waren geplante Kanäle, die jedoch aus verschiedenen Gründen nicht in die Tat umgesetzt werden konnten.